# Giải bóng đá nữ vô địch quốc gia 2023
Giải bóng đá nữ Vô địch Quốc gia 2023 (tên gọi chính thức: Giải bóng đá nữ Vô địch Quốc gia - Cúp Thái Sơn Bắc 2023) là giải đấu bóng đá lần thứ 26 của Giải bóng đá nữ vô địch quốc gia, giải đấu diễn ra thường niên do VFF tổ chức. Mùa giải khởi tranh vào ngày 16 tháng 11 năm 2023 và kết thúc vào ngày 28 tháng 12 năm 2023. Câu lạc bộ TP Hồ Chí Minh I đã giành chức vô địch thứ 12 và trở thành đội có chuỗi vô địch liên tiếp dài nhất với 5 lần (từ 2019 đến 2023).

## Thể thức thi đấu
8 đội bóng thi đấu vòng tròn hai lượt (lượt đi và lượt về) tập trung tại địa phương đăng cai để tính điểm, xếp hạng.

## Các đội bóng
Giải Bóng đá nữ Vô địch Quốc gia – Cúp Thái Sơn Bắc 2023 có 8 đội bóng tham dự, gồm: Hà Nội I, Hà Nội II, Phong Phú Hà Nam, Thành phố Hồ Chí Minh I, Thành phố Hồ Chí Minh II, Sơn La, Than Khoáng Sản Việt Nam. và Thái Nguyên T&T.

### Thay đổi đội bóng
Sau 3 mùa giải không tham dự, Câu lạc bộ bóng đá nữ Sơn La trở lại với giải bóng đá nữ vô địch quốc gia 2023.

## Bảng xếp hạng
| VT | Đội                      | ST | T  | H | B  | BT | BB | HS  | Đ  | Giành quyền tham dự                  |
| -- | ------------------------ | -- | -- | - | -- | -- | -- | --- | -- | ------------------------------------ |
| 1  | Thành phố Hồ Chí Minh I  | 14 | 11 | 2 | 1  | 39 | 5  | +34 | 35 | AFC Women's Champions League 2024–25 |
| 2  | Than Khoáng Sản Việt Nam | 14 | 11 | 2 | 1  | 24 | 3  | +21 | 35 |                                      |
| 3  | Hà Nội I                 | 14 | 11 | 1 | 2  | 33 | 6  | +27 | 34 |                                      |
| 4  | Phong Phú Hà Nam         | 14 | 7  | 1 | 6  | 19 | 15 | +4  | 22 |                                      |
| 5  | Thái Nguyên T&T          | 14 | 7  | 0 | 7  | 25 | 19 | +6  | 21 |                                      |
| 6  | Hà Nội II                | 14 | 3  | 1 | 10 | 6  | 33 | −27 | 10 |                                      |
| 7  | Thành phố Hồ Chí Minh II | 14 | 1  | 2 | 11 | 7  | 30 | −23 | 5  |                                      |
| 8  | Sơn La                   | 14 | 0  | 1 | 13 | 3  | 45 | −42 | 1  |                                      |

## Tổng kết mùa giải
Kết quả chung cuộc của giải:
- Đội vô địch: Thành phố Hồ Chí Minh I
- Đội á quân: Than Khoáng sản Việt Nam
- Đội hạng ba: Hà Nội I
- Giải phong cách: Phong Phú Hà Nam
- Cầu thủ ghi nhiều bàn thắng nhất giải: Phạm Hải Yến (Hà Nội I, 13 bàn)
- Thủ môn xuất sắc nhất giải: Trần Thị Kim Thanh (Thành phố Hồ Chí Minh I)
- Cầu thủ xuất sắc nhất giải: Dương Thị Vân (Than Khoáng sản Việt Nam)